# Henri Foucault
 (décembre 2015).
Si vous disposez d'ouvrages ou d'articles de référence ou si vous connaissez des sites web de qualité traitant du thème abordé ici, merci de compléter l'article en donnant les références utiles à sa vérifiabilité et en les liant à la section « Notes et références ».
Henri Foucault est un artiste français, né à Versailles, dans les Yvelines, le 3 juin 1954. Il a enseigné la photographie et la vidéo de 1995 à 2021 à l’École Nationale Supérieure des Arts Décoratifs de Paris. Henri Foucault est représenté à Paris par la Galerie Italienne.
En 2015, il est fait chevalier des Arts et des Lettres.

## Biographie
Henri Foucault fait ses études au lycée Hoche à Versailles, puis au lycée de Rambouillet où il anime un atelier d'affiches et contribue aux journaux du lycée en créant des caricatures et des bandes dessinées. Après son service militaire en 1974, il commence des études de médecine et fréquente librement l'école nationale supérieure des beaux-arts de Paris. En 1976, il est reçu à l'école des beaux-arts de Versailles puis entre à l'école supérieure de Beaux-Arts de Paris et suit les cours en sculpture d'Isabelle Waldberg. Il ouvre son premier atelier à Bois-d'Arcy en 1979. En 1981, il obtient son diplôme de l'école supérieure des Beaux-Arts. 
En 1983, il abandonne ses travaux de sculpture pour voyager plusieurs mois en Espagne où il étudie la peinture classique dans les musées. De retour en 
France, il occupe un atelier rue de Vaucouleurs, puis rue des Pyrénées à Paris. En 1987, il prépare sa première exposition Totems où il montrera une série de pièces monumentales. De nombreuses expositions suivront. Parallèlement, Il enseigne le dessin et la sculpture au centre culturel de Boulogne-Billancourt puis les techniques de la sculpture au Musée du Louvre. Il réalise ses premiers photogrammes en 1991.
À partir de 1995, il enseigne à l’École Nationale Supérieure des Arts Décoratifs de Paris et aménage un atelier à Alfortville qu'il ne quittera plus. Il participe à de nombreuses expositions,  réalise des films et publie plusieurs livres.

## Expositions
- Eclats, Galerie italienne, Paris, 2021
- Le corps, infiniment, Galerie Thierry Bigaignon, Paris (2019)
- Corpi Splendenti, Pinacotecta Nazionale, Palazzo Diamenti, Ferrara, Italie (2019)
- Photographie les jardins de Claude Monet, Musée des impressionnismes, Giverny. France (2015)[2],[3]
- Satori Fotografia scolpita, 56 th Venice Biennale, Palazzo Fortuny, Venise. Italie (2015)
- Cocteau contemporain, Galerie Coullaud & Koulinsky. Paris (2015)
- Videndi delectatio, Center for contemporary art, Prague (2014)
- Henri Langlois, Cinémathèque Française, Paris (2014)
- El hombre al desnudo, Museo Nacional de Arte, Mexico, Mexique (2014)
- Masculin-Masculin. Musée d’Orsay, Paris (2014)
- donne moi tes yeux. Les Cinemas, Bruxelles. Belgique (2013)
- Sous influences. La Maison Rouge, Paris (2013)
- Art Miami, Pièce Unique, Paris (2012)
- L’espace entre nous, Pièce unique, Paris (2012)
- Artebologna, Pièce unique, Paris (2012)
- Paris Photo, Baudoin Lebon, Paris (2011)
- Madrid Photo 3, Baudoin Lebon, Paris (2011)
- Arts Psychoactifs, Galerie des grands bains douches de la plaine. Marseille (2011)
- India Art Summit, New Dehli, India (2010)
- Entre deux eaux, Michèle Chomette, Paris (2010)
- Un monde parfait. Baudoin Lebon, Paris (2010)[4]
- Le chat de Barcelone, MABA, Nogent-sur-Marne (2010)
- Danse avec moi / Dance with me, Monnaie de Paris, (2008)

## Collections principales
- Musée des Beaux-Arts de Montréal. Canada.
- Fonds National d’ Art Contemporain, Paris.
- Galerie Nationale des Arts, Tirana.
- FRAC de la région Poitou-Charentes.
- Galerie Bellier, Paris.
- Galerie Nikki Diana Marquardt, Paris.
- Galerie Baudoin Lebon, Paris.
- Galerie Michèle Chomette, Paris.
- Collection Walter Zalenski, Washington DC.
- Collection Marin Karmitz, Paris.
- Collection fondation Daniel et Florence Guerlain
- Collection Manfred Heiting. Houston. USA
- Collection Boissonnat. Paris